# Leela Devi Dookun-Luchoomun
Leela Devi Dookun-Luchoomun ist eine Politikerin der Mouvement Socialist Militant (MSM) aus Mauritius, die mehrmals Ministerin und seit 2019 Vize-Premierministerin sowie Ministerin für Bildung, Hochschulbildung, Wissenschaft und Technologie ist.

## Leben
Leela Devi Dookun-Luchoomun begann nach dem Schulbesuch ein Lehramtsstudium, welches sie mit einem Professional Graduate Certificate in Education (PGCE) beendete. Ein Studium der Zoologie schloss sie mit einem Bachelor of Science (B.Sc. Zoology) ab. Sie war als Lehrerin sowie in Teilzeit als Universitätslektorin tätig. Innerhalb der Mouvement Socialist Militant (MSM) war sie Vizepräsidentin der Partei sowie Präsidentin der Frauenorganisation. Bei den Wahlen 15. September 2000 wurde sie als Kandidatin der Mouvement Socialist Militant (MSM) zum Mitglied der Nationalversammlung gewählt und gehört dieser seither an. In der Legislaturperiode gehörte sie zwischen 2000 und 2005 dem Sonderausschusses für Wahlreformen als Mitglied an. Sie war anfangs stellvertretende Parlamentarische Geschäftsführerin der Regierungs-Fraktion (Deputy Government Whip) sowie im Anschluss zwischen Oktober 2000 und Dezember 2004 Parlamentarische Privatsekretärin der Regierung. Danach bekleidete sie in der Regierung von Premierminister Paul Bérenger in der Zeit von Dezember 2004 bis Juli 2005 den Posten als Ministerin für Kunst und Kultur.
Bei den Wahlen vom 4. Juli 2005 wurde Dookun-Luchoomun für die MSM im Wahlkreis No. 15 La Caverne and Phoenix wiederum zum Mitglied der Nationalversammlung gewählt. Sie war von Juli 2005 bis 2007 Mitglied des Sonderausschusses für die Unabhängige Kommission gegen Korruption ICAC (Independent Commission Against Corruption). Bei den darauf folgenden Wahlen am 6. Mai 2010 wurde sie wiederum für die MSM zum Mitglied der Nationalversammlung gewählt, wobei sie dieses Mal das zweite von drei Mandaten des Wahlkreises No. 8 Quartier Militaire and Moka gewann. Daraufhin wurde sie am 11. Mai 2010 in der zweiten Regierung von Premierminister Navin Ramgoolam Ministerin für soziale Sicherheit, nationale Solidarität und Reforminstitutionen. Nachdem ihre Partei die Koalition mit der Parti Travailliste (PT) verlassen hatte, war sie zwischen Juli 2011 und Dezember 2014 Mitglied der Opposition. Sie wurde am 11. Dezember 2014 wieder für die MSM im Wahlkreis No. Wahlkreis 8 Quartier Militaire and Moka erneut zum Mitglied der Nationalversammlung. In der im Anschluss gebildeten dritten Regierung von Premierminister Anerood Jugnauth fungierte sie zwischen dem 22. Dezember 2014 und dem 23. Januar 2017 zum ersten Mal als Ministerin für Bildung und menschliche Ressourcen, Hochschulbildung und wissenschaftliche Forschung. Im Kabinett von Premierminister Pravind Jugnauth bekleidete sie zwischen dem 24. Januar und dem 12. November 2019 erneut den Posten als Ministerin für Bildung und menschliche Ressourcen, Hochschulbildung und wissenschaftliche Forschung.
Leela Devi Dookun-Luchoomun wurde am 8. November 2019 für die MSM im Wahlkreis No. 8 Quartier Militaire and Moka abermals zum Mitglied der Nationalversammlung gewählt. Im Zuge der darauf folgenden Kabinettsumbildung übernahm sie am 12. November 2019 in der Regierung von Premierminister Pravind Jugnauth die Posten als Vize-Premierministerin sowie Ministerin für Bildung, Hochschulbildung, Wissenschaft und Technologie. 